# HMS Somali
HMS Somali – brytyjski niszczyciel z okresu II wojny światowej, typu Tribal, w służbie Royal Navy w latach 1938–1942. Nosił znaki taktyczne kolejno L33, F33, G33. Podczas wojny służył w kampanii norweskiej, na Atlantyku, w Arktyce i na Morzu Śródziemnym. Zatopiony 24 września 1942 przez okręt podwodny na Oceanie Arktycznym.
Za przebieg służby HMS „Somali” otrzymał 4 wyróżnienia bitewne (battle honours): Norwegia 1940-41, Arktyka 1941-42, operacja przeciw pancernikowi Bismarck 1941, konwoje maltańskie 1942.

## Budowa
Okręt zamówiono w ramach programu budowy na 1936 rok. Stępkę pod jego budowę położono 26 sierpnia 1936 w stoczni Swan Hunter w Wallsend. Kadłub wodowano 24 sierpnia 1937, a okręt wszedł do służby w Royal Navy 12 grudnia 1938. „Somali” był pierwszym okrętem brytyjskim noszącym tę nazwę, od ludu Somalów. Wyposażony był do pełnienia funkcji okrętu flagowego flotylli (lidera).

## Służba

### Początek służby
„Somali” wszedł w skład 6. Flotylli Niszczycieli Floty Metropolii (Home Fleet), jako jej okręt flagowy (do początku 1939 nosiła oznaczenie 2. Flotylli Niszczycieli). Wkrótce po wejściu do służby, w grudniu 1938 zmieniono mu znak taktyczny z L33 na F33. W lutym 1939 przebywał z wizytą w Lizbonie, po czym przeszedł do Gibraltaru, gdzie był remontowany po uszkodzeniu kotwicy przez holenderski statek. Po powrocie do Wielkiej Brytanii kontynuowano remont w Portsmouth do końca kwietnia. 2. Flotyllę Niszczycieli przemianowano wówczas na 6. Flotyllę Niszczycieli. W czerwcu brał udział w bezskutecznej akcji ratowania okrętu podwodnego HMS „Thetis” w Zatoce Liverpoolskiej, służąc jako stanowisko dowodzenia operacji.

### Początek II wojny światowej
Po wybuchu II wojny światowej głównie patrolował na Morzu Północnym i Atlantyku oraz osłaniał główne siły floty, stacjonując w Scapa Flow. Był okrętem flagowym dowódcy 6. Flotylli Niszczycieli, kmdra R. Nicholsona. 3 września przechwycił niemiecki statek „Hanna Borg” 350 mil na południe od Islandii (stał się pierwszym niemieckim statkiem handlowym zdobytym przez aliantów). 26 września eskortował (wraz z „Matabele” i „Mashona”) uszkodzony na Morzu Północnym okręt podwodny HMS „Spearfish” do bazy. Uratował wówczas czterech lotników niemieckich z łodzi latającej Dornier Do 18 zestrzelonej przez samolot z lotniskowca HMS „Ark Royal” (pierwsze brytyjskie zwycięstwo lotnicze tej wojny). Od 12 grudnia osłaniał pierwszy konwój z wojskiem z Kanady (TC1). Od stycznia do marca 1940 był remontowany (usuwano defekty turbin) w Middlesbrough.

### Kampania norweska 1940
W dniach 4-7 kwietnia 1940 „Somali” wraz z HMS „Mashona”, „Tartar” i „Matabele” eskortował konwój HN-24 z Norwegii. Tuż przed niemieckim atakiem na Norwegię, 7 kwietnia niszczyciele te dołączyły do głównych sił Floty Metropolii adm. Forbesa, które wyszły w morze w bezskutecznym poszukiwaniu niemieckich okrętów. Następnie 9 kwietnia „Somali” wyruszył w składzie eskorty 4 krążowników, które miały zaatakować niemieckie okręty pod Bergen, lecz operacja została odwołana i okręty dołączyły do sił głównych Home Fleet, atakowane po drodze przez lotnictwo (zatopiono niszczyciel HMS „Gurkha”) W ciągu następnych dni w dalszym ciągu bezskutecznie poszukiwał niemieckich okrętów u wybrzeży Norwegii 13 kwietnia i w ciągu kolejnych dni okręty były kilkakrotnie atakowane przez lotnictwo. 14 kwietnia wraz z innymi niszczycielami wysadził pod Namsos desant piechoty morskiej przejęty z krążownika „Sheffield” (operacja Henry). 15 kwietnia rozpoznawał pozycje niemieckie w fiordzie pod Namsos, służąc jako stanowisko dowodzenia generała majora Carton de Wiarta i uczestnicząc w intensywnych walkach z lotnictwem niemieckim, po czym po wyczerpaniu amunicji przeciwlotniczej powrócił 17 kwietnia do Scapa Flow.
30 kwietnia - 1 maja brał udział w ewakuacji wojsk z Åndalsnes, z krążownikami i niszczycielami brytyjskimi. 1 maja został lekko uszkodzony przez lotnictwo, po czym powrócił z 250 ewakuowanymi żołnierzami do Scapa Flow. W maju 1940 zmieniono mu znak taktyczny z F33 na G33.
W dniach 8-10 maja „Somali” eskortował polski transportowiec wojska MS „Chrobry” do Harstad (z HMS „Escort”). 12 maja eskortował pancernik „Resolution” i krążowniki „Aurora” i „Effingham” przewożące desant do Bjervik w Ofotjordzie. 13 maja wspierał ogniem desant pod Bodø. 14 maja operował pod Mo z niszczycielem „Foudroyant”. 15 maja osłaniał przed  lotnictwem ratowanie rozbitków z „Chrobrego” w Vestfjordzie, a później został uszkodzony bliskim wybuchem bomby. Został następnie wycofany do Scapa Flow pod eskortą francuskiego „Foudroyant” i następnie skierowany do remontu w Liverpoolu (Cammel Laird), trwającego do sierpnia 1940. Podczas remontu zastąpiono 2 działa 120 mm na rufowej pozycji X przez działa przeciwlotnicze 102 mm (podobnie, jak na innych okrętach tego typu).

### Flota Metropolii, 1940-1942
Od września 1940 „Somali” w dalszym ciągu służył we Flocie Metropolii, jako lider 6 Flotylli Niszczycieli, patrolując na północno-zachodnich podejściach Wysp Brytyjskich (NW Approaches) i Morzu Północnym oraz osłaniając okręty floty. W lutym 1941 był remontowany w Rosyth, zamontowano wówczas radar Type 286. 1 marca eskortował dwa transportowce wojska podczas rajdu komandosów na norweskie Lofoty (z niszczycielami HMS „Eskimo”, „Tartar”, „Bedouin” i „Legion” – Operacja Claymore). 4 marca przechwycił tam niemiecki patrolowiec „Krebs”, zdobywając wirniki maszyny szyfrującej Enigma, co umożliwiło Brytyjczykom odszyfrowywanie przez pewien czas niemieckich wiadomości. 24-27 marca osłaniał na początkowym etapie konwój WS7 z Firth of Clyde.
7 maja wraz z innymi okrętami (krążowniki lekkie HMS „Edinburgh”, HMS „Birmingham”, HMS „Manchester”, niszczyciele HMS „Bedouin”, HMS „Eskimo”, HMAS „Nestor” wziął udział w operacji EB – przechwycenia niemieckiego statku rozpoznania pogodowego WBS-6 „München” w celu zdobycia tablic kodowych do maszyny szyfrującej Enigma. „Somali” przechwycił niemiecki okręt na pokład którego weszła grupa abordażowa z krążownika „Edinburgh”.
22 maja wyruszył w eskorcie transportowca wojska „Britannic” do Halifaxu w Kanadzie, wraz z pancernikiem HMS „Rodney” i niszczycielami „Eskimo”, „Tartar” i „Mashona” („Rodney”, „Tartar” i „Mashona” odłączyły się następnie w celu poszukiwania pancernika „Bismarck”). 24 maja "Somali" został sam odłączony w celu osłony sił głównych Floty Metropolii poszukujących „Bismarcka”. Od czerwca do lipca „Somali” był remontowany w Southampton; otrzymał wówczas radar kierowania ogniem.
Od 30 sierpnia eskortował lotniskowiec HMS „Argus” transportujący samoloty Hurricane i lotników do Archangielska w ZSRR (wraz z krążownikiem HMS „Shropshire” i niszczycielami „Matabele” i „Punjabi” – operacja Strength). 12 września osłaniał lotniskowiec HMS „Victorious” przeprowadzający ataki lotnicze na Bodø. 8 grudnia przetransportował z Invergordon w Szkocji do Scapa Flow radzieckiego ambasadora Majskiego.
Od 22 grudnia 1941 w składzie zespołu „Z” kadm. L. Hamiltona wziął udział w kolejnym rajdzie komandosów na Lofoty (Operacja Anklet), wraz z innymi okrętami brytyjskimi oraz polskimi. Patrolował też wówczas u wybrzeży Norwegii. Zespół powrócił następnie do Scapa Flow.

### Konwoje arktyczne i maltańskie, 1942
Od 11 stycznia 1942 eskortował konwój arktyczny PQ-8 do ZSRR wraz z niszczycielem HMS „Matabele” (zatopionym następnie przez U-454). Od 25 do 28 stycznia eskortował konwój powrotny QP-6.
Od 10 kwietnia brał udział w zespole sił głównych Floty Metropolii osłaniających konwój PQ-14 i powrotny QP-10. Od 29 kwietnia do 5 maja eskortował konwój PQ-15. Od 13 maja eskortował z Murmańska prowizorycznie naprawiony krążownik HMS „Trinidad”, po czym 15 maja, po jego zatopieniu, przejął z niego rozbitków. Od 1 lipca 1942 osłaniał na początku konwój PQ-17, następnie rozwiązany i później rozbity przez Niemców.
Od początku sierpnia „Somali” został skierowany na Morze Śródziemne, w celu osłony dużej operacji dowozu zaopatrzenia dla Malty Pedestal. Brał udział w intensywnych walkach z lotnictwem niemieckim i włoskim. Początkowo znajdował się w zespole Z, osłaniając siły główne, lecz 11 sierpnia wieczorem został skierowany do zespołu X, bezpośrednio eskortującego konwój. Odłączony od niego 12 sierpnia w celu ratowania rozbitków, 13 sierpnia wraz z HMS „Eskimo” uratował 141 rozbitków z krążownika „Manchester” i części statków. Na skutek ataków lotnictwa, uszkodzeniu uległy jego działa przeciwlotnicze. 15 sierpnia powrócił do Gibraltaru, po czym 17 sierpnia do Wielkiej Brytanii, eskortując pancernik HMS „Rodney”.
We wrześniu „Somali” został skierowany do osłony konwoju arktycznego PQ-18, w składzie zespołu A (Force A). 16 września został skierowany do osłony konwoju powrotnego QP-14. 20 września „Somali” został trafiony torpedą w maszynownię przez niemiecki okręt podwodny U-703 (5 członków załogi zginęło), w efekcie czego został unieruchomiony. Został wzięty na hol przez niszczyciel HMS „Ashanti”, lecz po 420 milach holowania, 24 września, na skutek pogorszenia pogody, przełamał się i zatonął (zginęło 77 ludzi załogi szkieletowej).

## Dane
Szczegółowy opis i dane techniczne w artykule niszczyciele typu Tribal (1936)

### Uzbrojenie
1939-1940:
- 8 dział kalibru 120 mm (4.7 in) QF Mk XII na podwójnych podstawach CP Mk XIX, osłoniętych maskami (4xII)
  - długość lufy: L/45 (45 kalibrów), donośność maksymalna 15 520 m, kąt podniesienia +40°, masa pocisku 22,7 kg, zapas amunicji 300 pocisków na działo (w tym 50 oświetlających)
- 4 automatyczne działka przeciwlotnicze 40 mm Vickers Mk VIII pom-pom, poczwórnie sprzężone na podstawie Mk VII (1xIV)
  - długość lufy: L/39, donośność skuteczna w poziomie 3475 m, w pionie 1555 m, kąt podniesienia +80°, masa pocisku 0,907 kg,
- 8 wkm plot Vickers 12,7 mm, poczwórnie sprzężone (2xIV)
- 4 wyrzutnie torpedowe 533 mm QR Mk IX (1xIV) (4 torpedy Mk IX)
- 1 zrzutnia (na 3 bomby) i 2 miotacze bomb głębinowych (20 bomb głębinowych)

sierpień 1940-1942
- 6 dział 120 mm (4.7 in) QF Mk XII na podwójnych podstawach CP Mk XIX, osłoniętych maskami (3xII)
- 2 działa uniwersalne 102 mm Mk XVI na podwójnej podstawie Mk XIX, osłonięte maską (1xII)
  - długość lufy: L/45, donośność maksymalna 18 150 m, w pionie 11 890 m, kąt podniesienia +80°, masa pocisku 15,88 kg
- 4 automatyczne działka plot 40 mm Vickers Mk VIII pom-pom, poczwórnie sprzężone na podstawie Mk VII (1xIV)
- ? automatycznych działek plot 20 mm Oerlikon, pojedynczych*
- 8 wkm plot 12,7 mm Vickers (2xIV)*
- 4 wyrzutnie torpedowe 533 mm QR Mk IX (1xIV) (4 torpedy Mk IX)
- 1 zrzutnia (na 3 bomby) i 2 miotacze bomb głębinowych (20-30 bomb głębinowych)

* – Brak szczegółowych danych w dostępnych publikacjach, czy "Somali" otrzymał także działka 20 mm, jak inne niszczyciele typu Tribal i jakiej liczbie.

### Wyposażenie
- hydrolokator aktywny
- system kierowania ogniem artylerii: główny dalmierz i punkt kierowania ogniem Mk I, 3,6-metrowy dalmierz i punkt kierowania ogniem przeciwlotniczym Mk II (na nadbudówce dziobowej)
- radar dozoru powietrznego Typ 286M (od lutego 1941)[1]
- radar artyleryjski Typ 285 (od lipca 1941)[1]